# Selin Şekerci
Selin Şekerci (* 1. Juni 1989 in Izmir) ist eine türkische Schauspielerin.

## Leben und Karriere
Şekerci wurde am 1. Juni 1989 in Izmir geboren. Ihr Vater ist arabischer und ihre Mutter aserbaidschanischer Abstammung. Sie studierte an der İstanbul Bilgi Üniversitesi. Außerdem tauchte sie in verschiedenen Werbespots auf. Ihr Debüt gab sie 2007 in der Fernsehserie Kavak Yelleri. Unter anderem war sie in Leyla ile Mecnun zu sehen. Ihren Durchbruch hatte sie in der Serie Melekler Korusun. Zwischen 2014 und 2015 bekam sie in Kaçak Gelinler die Hauptrolle. Seit 2022 spielt sie in Asiye die Hauptrolle.

## Filmografie (Auswahl)
Filme
- 2011: Ay Büyürken Uyuyamam
- 2018: Sevgili Komşum
- 2022: Benden Ne Olur?
- 2025: Umami

Serien
- 2007–2010: Kavak Yelleri
- 2009–2010: Melekler Korusun
- 2011: İzmir Çetesi
- 2012–2014: Benim İçin Üzülme
- 2014–2015: Kaçak Gelinler
- 2015–2016: Acı Aşk
- 2016: Kaçın Kurası
- 2017–2018: Çoban Yıldızı
- 2018–2019: Kızım
- 2020: Çatı Katı Aşk
- 2021: Yeşilçam
- 2022: Asiye
- 2023: Aile